# Distrikt Palpa
Der Distrikt Palpa liegt in der Provinz Palpa in der Region Ica in Südwest-Peru. Der Distrikt wurde am 2. Januar 1857 gegründet. Er hat eine Fläche von 131 km². Beim Zensus 2017 lebten 7748 Einwohner im Distrikt Palpa. Im Jahr 1993 lag die Einwohnerzahl bei 7061, im Jahr 2007 bei 7250. Verwaltungssitz ist die zwischen den Flussläufen von Río Palpa und Río Vizcas auf einer Höhe von 347 m gelegene Provinzhauptstadt Palpa mit 4837 Einwohnern (Stand 2017). Daneben gibt es als größere Ortschaften die im Norden bzw. im Süden gelegenen Vororte Sacramento mit 2075 Einwohnern und San Ignacio mit 288 Einwohnern.

## Geographische Lage
Der Distrikt Palpa liegt am Fuße der peruanischen Westkordillere im südlichen Osten der Provinz Palpa. Der Distrikt erstreckt sich entlang den Unterläufen von Río Palpa und Río Vizcas.
Der Distrikt Palpa grenzt im Süden an den Distrikt Llipata, im Westen an den Distrikt Río Grande, im Norden an den Distrikt Llauta (Provinz Lucanas, Region Ayacucho) sowie im Osten an die Distrikte Laramate und Ocaña (beide in der Provinz Lucanas).